# Giuseppe Savoldi
Giuseppe Savoldi, surnommé Beppe, est un footballeur international italien, né le 21 janvier 1947 à Gorlago, dans la province de Bergame, en Lombardie. Il évolue au poste d'attaquant.
Son frère cadet Gianluigi Savoldi, dit Titti, est également footballeur.

## Biographie
Savoldi joue pour trois clubs italiens durant sa carrière : l'Atalanta Bergame, le Bologne FC et le SSC Naples.
Son transfert de Bologne à Naples pour 2 milliards de lires constitue à cette date un montant record en Italie.
Il est aussi sélectionné au sein de l'équipe d'Italie de football avec laquelle il joue quatre matchs pour un but d'inscrit.

## Palmarès
- Vainqueur de la Coupe d'Italie de football en 1970 et 1974 avec le Bologne FC et en 1976 avec le SSC Naples.

- Vainqueur de la Coupe de la ligue anglo-italienne en 1970 avec le Bologne FC et en 1976 avec le SSC Naples.

- Meilleur buteur du Championnat d'Italie de football 1972-1973 avec 17 buts[2].